# Vadzim Žučkevič
Vadzim Žučkevič (bělorusky Вадзім Андрэевіч Жучкевіч) či poruštěně Vadim Žučkevič (rusky Вадим Андреевич Жучкевич; * 19. listopadu 1915, Lojeŭ, Minská gubernie, Ruské impérium – 28. února 1985) byl běloruský geograf, toponymista, tvůrce toponymické školy Běloruska, účastník Velké vlastenecké války.

## Biografie
V roce 1939 dokončil Pedagogický institut v Minsku. Od roku 1964 vyučoval na Geografické fakultě Běloruské státní univerzity, s níž byl spojován celý život a vědeckou činnost. Ze začátku působil jako přednášející a postupem čas se vypracoval až na děkana katedry. Od roku 1971 byl doktorem zeměpisných věd. V roce 1972 se stal profesorem. V roce 1977 získal čestný titul „Čestný pracovník vysoké školy BSSR“.

## Vědecká činnost
Již více než 30 let se zabýval toponymií BSSR a ekonomickou geografií. Provedl toponymickou regionalizaci Běloruska. Publikoval zhruba 350 vědeckých prací. Nejznámějším dílem je „Všeobecná toponymie“ z roku 1968. Je autorem „Krátkého toponymického slovníku Běloruska“ (1974). Publikoval studii o použití obrysových map ve výuce geografie na střední škole.

## Práce
- „Všeobecná toponymie“ (1968)
- „Krátký toponymický slovník Běloruska“ (1974)